# Alessandro Santaromita
Alessandro Santaromita (Varese, 11 december 1999) is een Italiaans wielrenner. Zijn vader Mauro-Antonio en oom Ivan waren ook wielrenner.

## Carrière
In 2020 werd Santaromita, achter Giovanni Aleotti, tweede in het nationale wegkampioenschap voor beloften. Een jaar later, als laatstejaars belofte, werd hij onder meer zevende in de openingsrit van de Ronde van de Aostavallei en zesde in de GP Capodarco. In 2022 werd Santaromita prof bij Bardiani CSF Faizanè. Zijn debuut voor de ploeg maakte hij eind januari in de Trofeo Alcúdia-Port d'Alcúdia. Later dat jaar nam hij onder meer deel aan de Wielerweek van Coppi en Bartali en de Ronde van Turkije.

## Ploegen
- 2022 –  Bardiani CSF Faizanè
- 2023 –  Green Project-Bardiani-CSF-Faizanè

Battaglin · Bonillo · Cañaveral · Colnaghi · Covili · El Gouzi · Fiorelli · Gabburo · Marcellusi · Martinelli · Mazzucco · Modolo · Mulubrhan (vanaf 21/4) · Nieri · Pellizzari · Pinarello · Rastelli · Santaromita · Tarozzi · Tolio · Tonelli · Trainini (tot 5/4) · Visconti (tot9/3) · Zana · Zanoncello · Zoccarato · Magli (stagiair)
Bonillo · Colnaghi · Conforti · Covili · El Gouzi · Fiorelli · Gabburo · Lucca · Magli · Marcellusi · Martinelli ·  Mulubrhan · Nieri · Paletti · Pellizzari · Petrucci (tot 9/2) · Pinarello · Rastelli · Santaromita · Scalco · Scott (tot 20/7) · Tarozzi · Tolio · Tonelli · Zanoncello · Zoccarato · Cadena (stagiair) · Cavallo (stagiair) · Rojas (stagiair)